# Dziewcza Struga
Dziewcza Struga [pronunciación en polaco: /ˈd͡ʑeft͡ʂa ˈstruɡa/] es un pueblo ubicado en el distrito administrativo de Gmina Rogoźno, dentro del Distrito de Oborniki, Voivodato de Gran Polonia, en el oeste de Polonia central. Se encuentra aproximadamente a 5 kilómetros al oeste de Rogoźno, a 13 kilómetros al noreste de Oborniki, y a 37 kilómetros al norte de la capital regional Poznań.
El pueblo tiene una población de 71 habitantes.